# Wasting My Young Years
Wasting My Young Years е песен на британската група Лондон Грамар. Песента е пусната за дигитално сваляне във Великобритания на 16 юни 2013 година. Достига до 31 място в Ю Кей Сингълс Чарт.

## Клип
Клипът към песента е качен в музикалния онлайн канал YouTube на 15 май 2013 година с дължина 3:31 минути.